# Bernard Franciszek de Cucsac
Bernard Franciszek de Cucsac, (fr.) Bernard-François de Cucsac (ur. 1728 w Tuluzie, zm. 2 września 1792 w Paryżu) – błogosławiony Kościoła katolickiego, męczennik, ofiara antykatolickich prześladowań okresu rewolucji francuskiej, członek katolickiego stowarzyszenia życia apostolskiego, prezbiter.

## Życiorys
Od 1752 r. należał do stowarzyszenia sulpicjanów. W 1782 r. został powołany do pełnienia obowiązków konsultora w Radzie Kapłańskiej przełożonego generalnego. Jego marzeniem przedstawionym opatowi z Villèle (obecnie Préserville) i biskupowi Bourges było oddanie życia za wiarę. W okresie gdy w rewolucyjnej Francji nasiliło się prześladowanie katolików, został aresztowany i przewieziono go do paryskiego klasztoru karmelitów, gdzie 2 września 1792 roku został zamordowany. Zginął w czasie masakry kierowanej przez komisarza Violette`a, który oddawał w ręce zgromadzonego tłumu odmawiających złożenia przysięgi na cywilną konstytucję kleru. Ofiary mordu zostały pochowane w zbiorowych mogiłach na terenie cmentarza Vaugirard, część z nich wrzucono do studni klasztornej, a po ekshumacji w 1867 roku ich relikwie spoczęły w krypcie kościoła karmelitów.
Bernard Franciszek de Cucsac był jedną z ofiar tak zwanych masakr wrześniowych, w których zginęło 300 duchownych, ofiar nienawiści do wiary ((łac.) odium fidei).

## Kult
Bernard Franciszek de Cucsac znalazł się w grupie 191 męczenników z Paryża beatyfikowanych przez papieża Piusa XI 17 października 1926.
Dzienna rocznica śmierci jest dniem, kiedy wspominany jest w Kościele katolickim.